# Болотня (Рогачёвский район)
Боло́тня (бел. Балотня) — агрогородок в Рогачёвском районе Гомельской области Белоруссии. Административный центр Болотнянского сельсовета.

## География

### Расположение
В 48 км на северо-восток от районного центра и железнодорожной станции Рогачёв (на линии Могилёв — Жлобин), 108 км от Гомеля.

### Гидрография
На реке Гутлянка (приток реки Днепр).

## Транспортная сеть
Транспортные связи по просёлочной, затем автомобильной дороге Довск — Славгород). Планировка состоит из прямолинейной улицы, ориентированной с юго-запада на северо-восток, к которой с юга присоединяются 2 прямолинейные, соединённые короткой улицы. Застройка двусторонняя, деревянная, усадебного типа. В 1986-87 годах построены кирпичные дома на 50 семей, в которых разместились переселенцы из мест загрязнённых радиацией в результате катастрофы на Чернобыльской АЭС.

## История
В 1693 году упоминается как деревня в Речицком повете ВКЛ. После 1-го раздела Речи Посполитой (1772 год) в составе Российской империи, в Белицком уезде Могилёвской губернии. В 1847 году деревни Болотня и Новая Болотня, 3525 десятин земли, в Рогачёвском уезде Могилёвской губернии. В 1860 году помещик владел здесь 1261 десятиной земли, мельницей и 2 трактирами. С 1880 года действовал хлебозапасный магазин. В 1877 году основано народное училище, в котором в 1889 году обучались 19 мальчиков и 1 девочка. В 1886 году действовала Свято-Покровская церковь (деревянная), в Довской волости Рогачёвского уезда Могилёвской губернии. Согласно переписи 1897 года действовали ветряная мельница, трактир, рядом одноимённый фольварк. В 1909 году — 1437 десятин земли, в фольварке 920 десятин земли.
В апреле 1920 года на бывших помещичьих землях создано коллективное хозяйство. С 20 августа 1924 года — центр сельсовета Журавичского, с 8 июля 1931 года Кормянского, с 12 марта 1935 года Довский, с 5 апреля 1935 года Журавичского, с 17 декабря 1956 года Рогачёвского районов, с 20 февраля 1938 года в Гомельской области. В 1930 году организован колхоз имени В. И. Ленина; работали лесопилка, кузница, нефтяная мельница. Во время Великой Отечественной войны каратели убили в 1943 году 12 жителей (похоронены в могиле жертв фашизма на южной окраине деревни). В боях за Болотню в 1943 году погибли 193 советских солдата (похоронены в братской могиле около клуба). 46 жителей погибли на фронте. Согласно переписи 1959 года центр колхоза имени В. И. Ленина. Расположены средняя школа, библиотека, Дом культуры, фельдшерско-акушерский пункт, детский сад, магазин, отделение связи, кирпичный завод.
В состав Болотнянского сельсовета входили до 1979 года посёлок Корчавохо, до 1996 года посёлок Зелёная Роща (в настоящее время не существуют).
В 2011 году деревня Болотня преобразована в агрогородок.

## Население

### Численность
- 2004 год — 202 хозяйства, 607 жителей.

### Динамика
- 1838 год — 32 двора.
- 1858 год — 97 дворов.
- 1886 год — 578 жителей.
- 1897 год — 124 двора, 822 жителя (согласно переписи).
- 1909 год — 159 дворов, 1021 житель, в фольварке — 5 жителей.
- 1959 год — 555 жителей (согласно переписи).
- 2004 год — 202 хозяйства, 607 жителей.